# Siegessäule
Siegessäule (Kolumna Zwycięstwa) – niemiecka kolumna znajdująca się w parku Großer Tiergarten w Berlinie, zaprojektowana przez Heinricha Stracka po 1864 roku w celu upamiętnienia zwycięstwa Prus nad Danią w wojnie duńskiej z 1864 (zagarnięcie Szlezwiku-Holsztyna), odsłonięta 2 października 1873, upamiętniająca także zwycięstwa w wojnie z Austrią (1866) i w wojnie z Francją (1870–1871). Na szczycie kolumny wzniesiono brązową figurę Nike (Wiktorii) o wysokości 8,3 metra i wadze 35 ton, zaprojektowaną przez Friedricha Drakego. Łączna wysokość kolumny wraz ze statuą wynosi 66,89 m. Wewnątrz kolumny znajdują się schody (285 stopni) prowadzące na położoną na wysokości 50,66 m platformę widokową.

## Historia
Początkowo pomnik wznosił się na placu Królewskim, obok którego 21 lat później zbudowano Reichstag. W latach 1938–1939 z polecenia Adolfa Hitlera (w wyniku realizacji planu Germania, przebudowy Berlina) został przeniesiony w obecne miejsce i podwyższony o jedną kondygnację.
2 maja 1945 r. ok. godz. 6 rano, podczas rajdu przez park Großer Tiergarten dokonanego przez 2. batalion, część 1. batalionu 3 pułku piechoty i batalion czołgów 66 Brygady Pancernej, żołnierze z polskiej 1 dywizji kościuszkowskiej z 7 baterii 3 dywizjonu 1 pułku artylerii lekkiej, zatknęli na środku trzeciej kondygnacji kolumny biało-czerwony sztandar. Drugą flagę na balustradzie drugiej kondygnacji, na polecenie por. Piotra Potapskiego, powiesili żołnierze z 8 baterii 3 dywizjonu. Trzecią flagę powiesiło pięciu polskich żołnierzy z 1 Dywizji Piechoty (byli to ppor. Mikołaj Troicki, plut. Kazimierz Otap, kpr. Antoni Jabłoński oraz kanonierzy Aleksander Kasprowicz i Eugeniusz Mierzejewski). Po kilku miesiącach swoją flagę na kolumnie wywiesili także żołnierze francuscy.
Otaczający kolumnę plac był rdzeniem Love Parade, wielkiej pacyfistycznej imprezy muzyki elektronicznej organizowanej w Berlinie od 1989 r. Pod kolumną rozlokowane były stanowiska didżejów, reprezentujących różne odmiany trance, house, techno, schranz, minimal itp. Plac przed kolumną był jednocześnie celem marszów miłośników tych gatunków muzyki. Od 2007 r. impreza odbywała się w miastach Zagłębia Ruhry.
Z platformy widokowej można podziwiać panoramę parku Großer Tiergarten i całego Berlina.